# Darryl Milburn
Darryl Wayne Milburn (nacido el 25 de octubre de 1968) es un jugador de fútbol gridiron retirado estadounidense que jugó como ala defensiva. Jugó fútbol americano universitario para los Grambling State Tigers y fue seleccionado en la novena ronda del Draft de la NFL de 1991 por los Detroit Lions; apareció en dos juegos para el equipo. Milburn jugó para los Toronto Argonauts de la Canadian Football League (CFL) en 1992 y 1993, antes de pasar un tiempo con los New Orleans Saints y los Arizona Cardinals en 1994. Luego pasó a la Arena Football League (AFL), jugó para los Anaheim Piranhas en 1996 y 1997 y fue miembro de Tampa Bay Storm en 1998.

## Primeros y educación
Milburn nació el 25 de octubre de 1968 en Baton Rouge, Luisiana. Asistió a McKinley High School y con 6 pies 3 pulgadas, 230 libras, jugó como receptor abierto y profundo libre. Fue reclutado en varias escuelas, incluidos equipos importantes como Georgia Southern, LSU, Georgia, Alabama y Tulane, así como en la universidad de su ciudad natal, Southern, pero eligió jugar para Grambling State, citando su agrado por su entrenador Eddie Robinson.
Milburn comenzó a asistir a la Universidad Estatal de Grambling en 1987, y pasó su primera temporada con los Grambling State Tigers jugando como ala cerrada. Sin embargo, después de un tiempo, el entrenador Robinson le dijo que el equipo necesitaba a alguien que apurara al pasador, y Milburn comenzó a pasar mucho tiempo en la sala de pesas entrenando para jugar como ala defensiva. Pudo aumentar su tamaño a 6 pies 5 pulgadas, 264 libras, y se convirtió en uno de sus mejores defensores y jugadores más respetados. A pesar de su tamaño, los entrenadores notaron que estaba entre los cuatro jugadores más rápidos del equipo. Milburn se graduó después de la temporada de 1990.

## Carrera profesional
Milburn fue seleccionado en la novena ronda (213 en general) del Draft de la NFL de 1991 por los Detroit Lions. Recibió un contrato el 11 de julio, pero fue liberado el 19 de agosto. Poco después, volvió a firmar con el equipo de práctica. Milburn pasó la mayor parte de la temporada allí antes de recibir el ascenso para los dos últimos partidos, contra los Green Bay Packers y Buffalo Bills. Apareció en ambos juegos, y también en su primer partido de playoffs contra los Dallas Cowboys; estuvo inactivo para el segundo, derrota ante los Washington Redskins, por una lesión en el tendón de la corva. Milburn se convirtió en un agente libre sin protección después de la temporada, y luego fue liberado el 25 de agosto de 1992.
En septiembre de 1992, Milburn se agregó a la lista de prácticas de los Toronto Argonauts de la CFL. Más tarde fue activado e hizo su debut en la CFL en su cumpleaños número 24, apareciendo en la derrota de los Argonauts ante los Winnipeg Blue Bombers. Después del juego, Milburn fue colocado en la lista de lesionados; no apareció en ningún otro juego de Toronto esa temporada.
Milburn fue liberado por Toronto a principios de julio de 1993 y luego regresó como miembro de la lista de práctica. Después de que su defensa permitió 55 puntos en la séptima semana contra los BC Lions, Milburn fue ascendido a la lista activa y se convirtió en titular en un intento por mejorar el equipo. Después de haber aparecido en cuatro juegos, fue puesto en libertad el 1 de octubre. Milburn terminó su paso por Toronto con un total de cinco juegos jugados, nueve tacleadas, incluidas tres para pérdida y una captura. Su sueldo con el equipo era de 60 000 dólares.
Milburn fue firmado por los New Orleans Saints en 1994, pero fue liberado el 16 de julio. Posteriormente, fue reclamado por los Arizona Cardinals. Fue liberado por ellos el 23 de agosto. Milburn se unió a los Anaheim Piranhas de la Arena Football League (AFL) en 1996, después de pasar un año fuera del fútbol, y se convirtió en uno de sus mejores linieros, ayudándolos a liderar la liga en capturas. Mientras aparecía en los 14 juegos para los Piranhas, que llegaron a los playoffs de la AFL, registró siete capturas, hizo dos pases desviados, recuperó un balón suelto y también atrapó dos recepciones para 36 yardas y un touchdown. Apareció en un juego para Anaheim en 1997 antes de ser colocado en la reserva de lesionados, habiendo hecho una entrada y una recepción para cuatro yardas. Después de que los Piranhas se retiraron, Milburn fue seleccionado por Tampa Bay Storm en el draft de dispersión de la AFL. Sin embargo, fue colocado en la lista de reserva de lesionados antes de la temporada regular y fue liberado en diciembre de 1998.